# Amphipyra berbera
Amphipyra berbera — вид бабочек из семейства совок (Noctuidae). Впервые вид был описан Чарльзом Э. Рангсом в 1949 году. Распространён по всей Европе, включая Россию на восток до Урала.

## Описание
Размах крыльев 47-56 мм, самка обычно крупнее самца. Передние крылья коричневые, с бледной фасцией и тёмно-центральным бледным рыльцем. Задние крылья имеют яркий медный цвет. Вид имеет сильное сходство с Amphipyra pyramidea, но обычно его можно отличить по рисунку на нижней стороне задних крыльев: У A. pyramidea центральная часть бледная, сильно контрастирующая с более тёмными краями; A berbera окрашена гораздо более равномерно.

## Ареал и местообитание
Вид встречается от Северо-Западной Африки через всю Европу до Малой Азии и Кавказа. В Альпах всё ещё встречается выше границы леса. Обитает преимущественно в смешанных и широколиственных лесах, а также в парках.

## Биология
Развивается в одном поколении. Бабочки летают с начала июля до начала октября. Она появляется на две недели раньше, чем Amphipyra pyramidea. Ночные бабочки охотно и в большом количестве посещают искусственные приманки. Гусениц можно встретить с мая по начало июля. Питаются листьями лиственных деревьев. До настоящего времени были обнаружены виды боярышника (Crataegus) и липы (Tilia). При размножении они также употребляют в пищу листья сирени. Вид зимует в виде яйца.